# Solowka
Solowka (słow. Soľovka, 828 m) – szczyt Gór Lubowelskich na Słowacji, które w polskiej regionalizacji z 2018 r. zaliczane są do Pogórza Popradzkiego. Wznosi się nad Popradem, pomiędzy miejscowościami Kremna i Sulin. Od wschodniej strony jego stoki opadają do głębokiej doliny potoku Hranična, od południowej do doliny Dosteńskiego Potoku (Doštenský potok), od zachodniej do Popradu, od północno-zachodniej łączą się z grzbietem Ośli Wierch – Wysoki Gruń. Z północnych stoków Solowki spływają 3 potoki: Grešácký potok, Krendželovský potok i Závodský potok, z południowo-wschodnich Pálenický potok. Wszystkie są lewymi dopływami Popradu.
Cały masyw Solowki jest niemal całkowicie porośnięty lasem i nie prowadzi przez niego żaden szlak turystyczny. Bezleśne są jedynie południowe podnóża. na których znajdują się pola i zabudowania Sulina. Po zachodniej Stronie Solowki, w dolinie Popradu znajduje się należące do tej miejscowości osiedle Zawodzie (Zawodie).